# Moleculariteit
De moleculariteit is een begrip uit de scheikunde dat duidt op het aantal (botsende) moleculen dat betrokken is in een enkele reactiestap. De moleculariteit is een theoretisch concept dat enkel maar toegepast kan worden op elementaire reacties. Dit in tegenstelling tot de reactieorde die met behulp van experimentele methoden kan bepaald worden.
Naargelang de moleculariteit wordt een elementaire reactie unimoleculair, bimoleculair of termoleculair genoemd. Deze laatste treden slechts zelden op, omdat drie botsende deeltjes voldoende kinetische energie moeten bezitten, in de juiste richting moeten botsen en samen moeten botsen.